# Clemente Carranza y López
Clemente Carranza y López (Nandasmo, 23 de noviembre de 1905 - Estelí, 7 de febrero de 1978) fue el primer obispo de la Diócesis de Estelí y fundador de Caritas Diocesanas de esa diócesis.

## Biografía
Nació en lo que hoy es el municipio de Nandasmo (Fundado en 1976, antes Villa de la Paz y Villa de San Pedro), el 23 de noviembre de 1905. Hijo de Feliciano Carranza y Anastacia López, fue ordenado sacerdote el 12 de marzo de 1932, por Monseñor José Antonio Lezcano y Ortega, de quien fue secretario personal. Estudio en el seminario Tridentino San Ramón Non nato de la ciudad de León.
Este humilde sacerdote, en 1952 fue nombrado vicario general de la Arquidiócesis de Managua. Como secretario de la Conferencia Episcopal de Nicaragua, participó en 1968 junto a ciento setenta y cinco obispos en la II Conferencia del Episcopado en América Latina en Medellín que inauguró Pablo VI. 

### Obispado
El Papa Juan XXIII (1963) dispuso la erección de una nueva diócesis en la Provincia Eclesiástica de Nicaragua, esta se separaría de la Diócesis de León (Nicaragua). La nueva diócesis comprendería los departamentos de Madriz, Nueva Segovia y Estelí.
El 12 de enero de 1963 es nombrado como obispo de la Diócesis naciente y ordenado como tal el 19 de marzo de ese mismo año, su consagrador principal fue monseñor Alejandro González y Robleto, y como Co-Consagrantes Monseñor Carlos Borge Obispo Auxiliar y el Nuncio apostólico Dr. Sante Portalupi, en la Antigua Catedral de Managua.
Durante su obispado fundó la Asociación Caritas Diocesanas de Estelí. Los Hermanos Maristas fundan en la ciudad un colegio religioso el cual es aprobado por el Obispo encargado (1970).

## Fallecimiento
Falleció en Estelí, el 7 de febrero de 1978, siendo obispo de la Diócesis, sus restos descansan en la Catedral Nuestra Señora del Rosario de Estelí.
Ante su fallecimiento fue nombrado como Administrador Apostólico de la Diócesis de Estelí, el franciscano Monseñor Julián Luis Barni Spotti, quien era el Obispo de la Diócesis de Matagalpa.

### Sucesión
| Predecesor: - | Obispo de la Diócesis de Estelí 1963 - 1978 | Sucesor: Rubén López Ardón |